# Ersmark (Umeå)
Ersmark is een plaats in de gemeente Umeå in het landschap Västerbotten en de provincie Västerbottens län in Zweden. De plaats heeft 1486 inwoners (2005) en een oppervlakte van 112 hectare. Langs de plaats loopt de rivier de Kågeälven en er is een klein industriegebied in de plaats te vinden, voor de rest bestaat de bebouwing voor het grootste deel uit vrijstaande huizen.

## Verkeer en vervoer
Bij de plaats loopt de Länsväg 364.